# Nejvyšší rada Autonomní republiky Krym
Nejvyšší rada autonomní republiky Krym (ukrajinsky Верховна Рада Автономної Республіки Крим, rusky Верховный Совет Автономной Республики Крым, do roku 2010 Верховная Рада Автономной Республики Крым, krymskou tatarštinou Qırım Muhtar Cumhuriyetiniñ Yuqarı Radası) je jednokomorový parlament Autonomní republiky Krym v rámci Ukrajiny. Parlament má 100 křesel. Po krymském referendu během krymské krize, které většina světových států neuznává, byl přejmenovaný na název Nejvyšší rada republiky Krym (rusky Верховный Совет Крыма, ukrajinsky Верховна Рада Крима, krymskou tatarštinou Qırım Yuqarı Radası) a stal se parlamentem nově vznikající de facto nezávislé Republiky Krym, která usilovala o začlenění do Ruska. 15. března 2014 ukrajinský parlament pozastavil činnost Nejvyšší rady autonomní republiky Krym, aby těmto událostem zabránil, ale parlament ukrajinské kroky ignoroval a 17. března vyhlásil nezávislost na Ukrajině. V týž den formálně vznikla nová Státní rada republiky Krym, která v proruském pojetí stávající úřad nahradila. Západ a Ukrajina stále považují Krymský poloostrov za integrální součást Ukrajiny.
Do roku 2010 probíhaly volby do Nejvyšší rady pomocí smíšeného systému, napůl poměrného a napůl většinového, s funkčním obdobím na 5 let. Parlament sídlí v budově parlamentu ve středu Simferopolu.